# إدوارد إيفرت (رسام)
إدوارد إيفرت (بالإنجليزية: Edward Everett)‏ هو رسام أمريكي، ولد في 13 مارس 1818 في لندن في المملكة المتحدة، وتوفي في 24 يوليو 1903 في Roxbury, Boston ‏ في الولايات المتحدة.